# Спорт в Эстонии
Спорт играет большую роль в культуре Эстонии. Эстония впервые стала победителем на Олимпийских играх 1920 года, хотя Национальный Олимпийский комитет был создан в 1923 году. Эстонские спортсмены приняли участие в Олимпийскийх играх в 1940 году[прояснить], когда страна была в составе Советского Союза. Парусная регата летних Олимпийских игр 1980 года была проведена в Таллине. Эстония получила большинство своих Олимпийских медалей в тяжёлой атлетике, борьбе и лыжных гонках. Эстонская теннисистка с самым высоким рейтингом — Кайя Канепи, которая достигла четвертьфинала Открытого чемпионата Франции в 2008 году.

## Лёгкая атлетика
- Юри Лоссманн пришёл вторым в марафоне на Олимпийских играх 1920 года.
- Александр Клюмберг-Колмпере выиграл бронзовую медаль в мужском десятиборье в 1924 году.
- С 2000 года Эстония завоёвывала по одной медали на международном уровне каждый год: 2000, 2001, 2002, 2003, 2004, 2005, 2006, 2007, 2008, 2009. До этого Эрки Ноол выиграл золотую медаль в 1998 году.

- Известные эстонские легкоатлеты: Эрки Ноол, Герд Кантер, Андрус Вярник, Александр Таммерт, Павел Лоскутов, Юри Лоссманн, Александр Клюмберг-Колмпере.

## Велоспорт
- Яан Кирсипуу был лучшим эстонским велогонщиком. Он выиграл 4 гонки Тур де Франс и 1 гонку Вуэльта Испании. Яан Кирсипуу также получил право 6 дней носить жёлтую майку на Тур де Франс 1999 года.

- Рейн Таарамяэ — молодой велогонщик, от которого все с нетерпением ожидают больших успехов.

- Эрика Салумяэ является Эстонской велогонщицей, которая завоевала первую золотую медаль для Эстонии на Олимпийских играх после того, как страна восстановила независимость в 1991 году.

## Фехтование
Ирина Эмбрих завоевала несколько медалей в прошлые годы, но, к сожалению, не прошла квалификационные испытания на Олимпийские игры 2008 года. Николай Новосёлов был единственным эстонским фехтовальщиком, участвующим в Олимпиаде-2008. Свен Ярве выиграл одну медаль на Чемпионате мира в 2006 году.

## Флорбол
Сборная Эстонии по флорболу завершила участие в Чемпионате мира 2008 года на 8-м месте и прошла квалификацию для участия в Чемпионате мира в 2010 году.

## Дзюдо
Дзюдо является одним из самых успешных видов спорта для Эстонии. С 1996 года Эстония получила 21 медаль на крупных турнирах.
- 3 олимпийские медали
  - 3 бронзовые медали: 2000, 2004

- 4 медали на чемпионатах мира
  - 3 серебряные медали: 1999, 2001, 2003 и одна бронзовая медаль — 2003.

- 14 медалей чемпионатов Европы

В последние годы Индрек Пертельсон, Алексей Будылин и Мартин Падар являются наиболее известными дзюдоистами в Эстонии.

## Мотоспорт
Маркко Мартин был первым эстонцем, который выиграл этап Чемпионата мира по ралли. Маркко завоевал 5 побед в чемпионате, 18 призовых финишей, 207 очков и выиграл 101 заезд. В 2004 году он завершил сезон на 3 месте.

## Академическая гребля
С 2004 года Эстония завоёвывала по одной медали в год: 2004, 2005, 2006, 2007, 2008, 2009.

## Лыжи
В 2000 году Рауль Олле победил в Васалоппет.

## Биатлон
Помимо лыж в Эстонии также популяризируется биатлон. На своем первом чемпионате мира в 1992 году эстонские биатлонисты в составе Арво Урдаса, Урмаса Калдвее, Хилара Захны, и Калью Оясте выиграли бронзу в гонке патрулей. В 2009 году Роланд Лессинг занял второе место на этапе Кубка мира. Этот результат является лучшим достижением эстонских биатлонистов. Также стоит отметить успехи Индрека Тобрелутса.
Семикратная чемпионка мира, единственная советская спортсменка, становившаяся призёром общего зачета Кубка мира Кайя Парве была воспитанницей эстонского биатлона. В новое время наибольших успехов среди эстонок в женском биатлоне добилась Эвели Сауэ, которая несколько сезонов входила в число лучших спортсменок в общем зачете Кубка мира.

## Волейбол
Эстония была квалифицирована для участия в Чемпионате Европы по волейболу среди мужчин 2009 года, закончив соревнования с 3 поражениями на 14 месте.

## Борьба
В 2006 году Хейки Наби стал первым Чемпионом мира по любительской борьбе из Эстонии. Борьба была наиболее успешным олимпийским состязанием для Эстонии в 1920—1936 годах.
Известные борцы:
- Альберт Кузнец, Мартин Клейн.
- Кристиан Палусалу.

## Автоспорт
В 2019 году эстонский автогонщик Отт Тянак стал чемпионом мира по ралли. Его штурман Мартин Ярвеоя выиграл зачёт штурманов.

## Другие виды спорта
- Сумо — Кайто Баруто.
- Плавание — Яне Трепп завоевал серебряную медаль на Чемпионате Европы по коротким заплывам 2009 года. До этого Индрек Сей выигрывал медали по плаванию для Эстонии.
- Андрюс Муруметс — эстонский силач. Он победил на Лиге чемпионов силачей в 2009 году.

### Парусный спорт
Олимпийские медалисты Эстонии по парусному спорту
- Векшин, Николай Алексеевич, Вильям фон Вирен, Эберхард Фогдт и братья Георг Фальман и Андреас Фальман — бронза в 1928 году
- Братья Тынисте, Тоомас и Тынисте, Тыну — бронза в 1992 году

Династия буеристов Вооремаа.

## Хоккей в Эстонии
В 2012 году сборная вышла в 1-й дивизион после годичного отсутствия.Второй дивизион чемпионата мира по хоккею с шайбой 2012